# Vinberg
Vinberg är en tätort i Falkenbergs kommun.
Vinbergs (stations)samhälle uppstod där Falkenbergs järnväg hade en station fram tills järnvägen lades ner 1959. Strax söder om samhället ligger Vinbergs naturreservat med öppna marker och lövskogar vid Vinåns rinnande vatten. Dansstället Cortina ligger något nordost om orten.

## Bilder

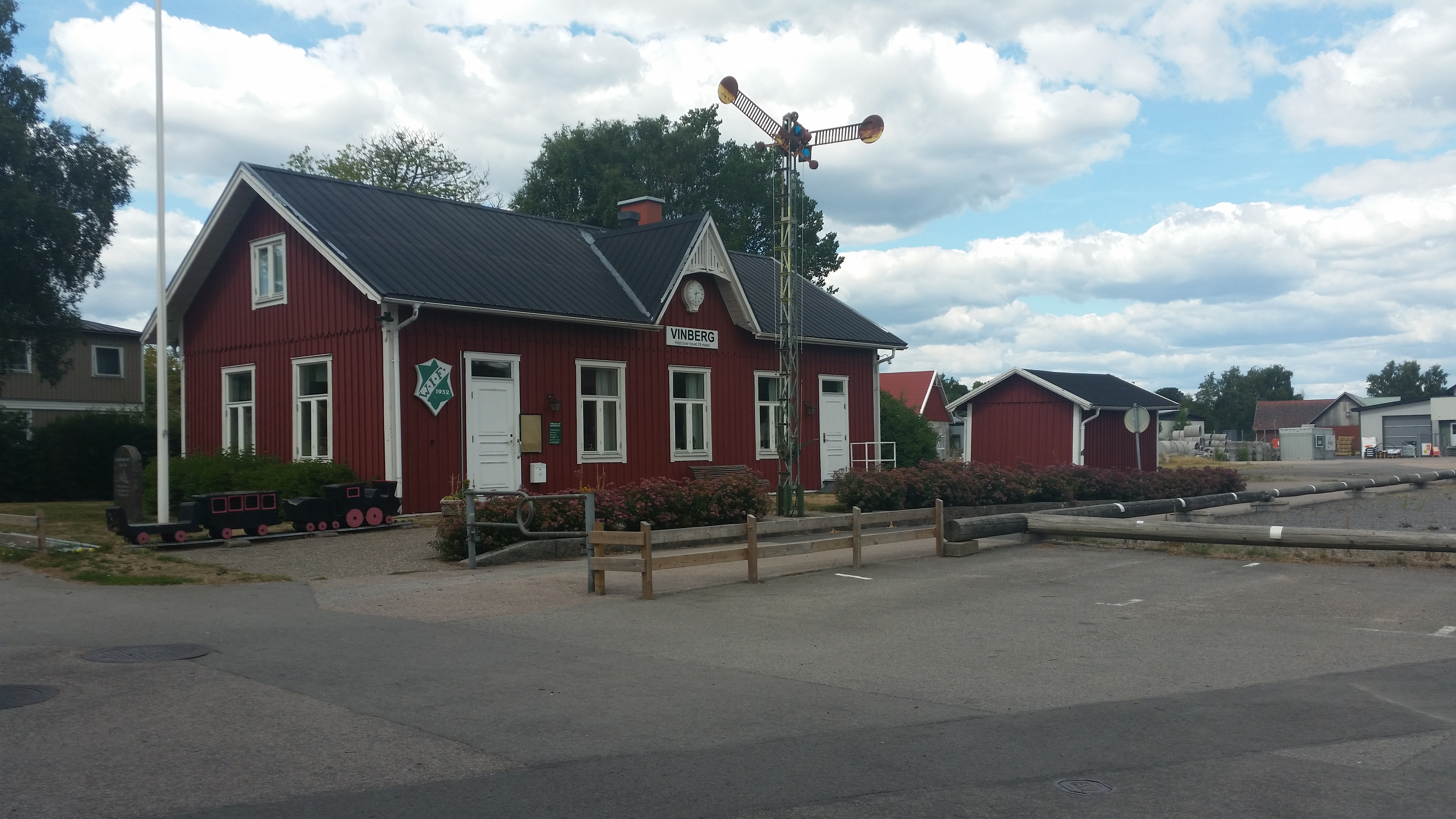
Vinbergs f.d järnvägsstation år 2018.
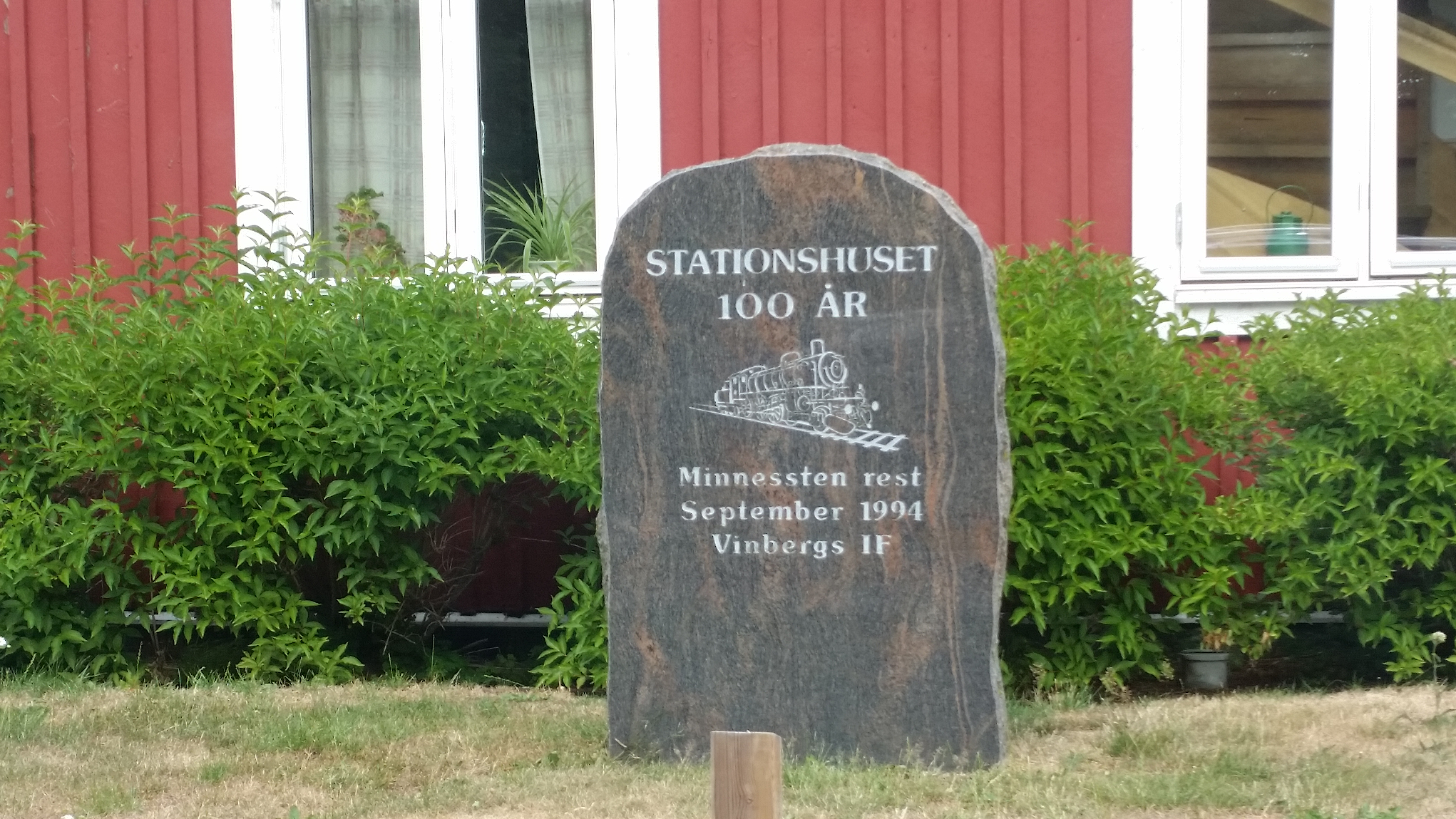
Minnessten vid Vinbergs stationshus.

## Befolkningsutveckling
| Befolkningsutvecklingen i Vinberg 1960–2020 | Befolkningsutvecklingen i Vinberg 1960–2020 | Befolkningsutvecklingen i Vinberg 1960–2020 | Befolkningsutvecklingen i Vinberg 1960–2020 | Befolkningsutvecklingen i Vinberg 1960–2020 |
| ------------------------------------------- | ------------------------------------------- | ------------------------------------------- | ------------------------------------------- | ------------------------------------------- |
|                                             |                                             |                                             |                                             |                                             |
| År                                          |                                             |                                             | Folkmängd                                   | Areal (ha)                                  |
| 1960                                        | 1960                                        |                                             | 310                                         |                                             |
| 1965                                        | 1965                                        |                                             | 330                                         |                                             |
| 1970                                        | 1970                                        |                                             | 464                                         |                                             |
| 1975                                        | 1975                                        |                                             | 513                                         |                                             |
| 1980                                        | 1980                                        |                                             | 505                                         |                                             |
| 1990                                        | 1990                                        |                                             | 522                                         | 44                                          |
| 1995                                        | 1995                                        |                                             | 569                                         | 44                                          |
| 2000                                        | 2000                                        |                                             | 569                                         | 44                                          |
| 2005                                        | 2005                                        |                                             | 598                                         | 45                                          |
| 2010                                        | 2010                                        |                                             | 592                                         | 45                                          |
| 2015                                        | 2015                                        |                                             | 606                                         | 59                                          |
| 2020                                        | 2020                                        |                                             | 654                                         | 61                                          |
|                                             |                                             |                                             |                                             |                                             |